# Kuutio (Kuinka Aurinko Voitettiin)
Albums de Apulanta
Eikä Vielä Ole Edes Ilta 
(2007)
Kuutio (Kuinka Aurinko Voitettiin) ou tout simplement Kuutio est le dixième album du groupe de rock finlandais Apulanta. Sorti en 2008, il a atteint les sommets des charts finlandais en deux semaines, succès dû aux chansons Vauriot (Du single Vauriot // Kumi, nahka, piiska / Punainen helvetti) et Ravistettava ennen käyttöä (du single portant le même nom).

## Pistes de l'album
1. Kaikki sun pelkosi (3:21)
2. Vauriot (4:27)
3. Ravistettava ennen käyttöä (3:36)
4. Airut (3:51)
5. Elämänviiva (3:14)
6. Pakkomielle (3:41)
7. Freeestylemeikit (3:07)
8. Puolet (4:04)
9. Kuution Palaset (5:23)
10. Kirous (3:45)